# آرزوی مرگ (فیلم ۱۹۷۴)
آرزوی مرگ (انگلیسی: Death Wish) یک فیلم انتقام‌جویانه آمریکایی محصول سال ۱۹۷۴ که بر اساس رمانی با همین عنوان نوشته برایان گارفیلد در سال ۱۹۷۲ ساخته شده‌است. این فیلم به کارگردانی مایکل وینر، با بازی چارلز برانسون را در نقش پائول کرسی می‌باشد، که پس از کشته شدن همسرش و آزار دخترش در جریان تهاجم به خانه‌اش، کیفرستان می‌شود. این اولین فیلم از مجموعه فیلم‌های آرزوی مرگ بود. هشت سال بعد با «آرزوی مرگ ۲» و دیگر فیلم‌های مشابه دنبال شد.
در زمان اکران، فیلم به دلیل حمایت آشکار از انتقام خیابانی و حمایت از مجازات نامحدود مجرمان مورد انتقاد قرار گرفت. همچنین این فیلم یک موفقیت تجاری بود و در بین مردم ایالات متحده که در طول دهه ۱۹۷۰ با افزایش نرخ جرم و جنایت مواجه بودند، طنین انداز شد.

## داستان
پاول کرسی، معمار میان‌سالی است که همراه با همسرش، جوانا، و دختر بزرگ‌سالش، کارول، در منهتن زندگی می‌کند. روزی، جوانا و کارول پس از خرید از فروشگاه، از سوی سه زورگیر تعقیب می‌شوند. این سه نفر با تظاهر به اینکه پیک هستند، وارد آپارتمان خانواده کرسی می‌شوند. وقتی می‌فهمند که زنان تنها ۷ دلار همراه خود دارند، جوانا را به‌شدت کتک می‌زنند و به کارول تجاوز می‌کنند، سپس می‌گریزند. جوانا در بیمارستان بر اثر جراحات می‌میرد. پس از مراسم خاک‌سپاری، پاول با یک زورگیر روبه‌رو می‌شود و با استفاده از یک سلاح دست‌ساز به او حمله می‌کند. زورگیر پا به فرار می‌گذارد و پاول همزمان دچار ترس و هیجان می‌شود.
چند روز بعد، رئیس پاول او را برای همکاری با یک پروژه مسکونی نزد آیمز جینچیل، سرمایه‌گذار حوزه املاک در توسان، آریزونا، می‌فرستد. آیمز از پاول برای شام در باشگاه تیراندازی‌اش دعوت می‌کند و از مهارت تیراندازی پاول با هفت‌تیر تحت تأثیر قرار می‌گیرد. پاول توضیح می‌دهد که در دوران جنگ کره مخالف جنگ بوده و به‌عنوان امدادگر رزمی خدمت کرده‌است، و تیراندازی را از پدر شکارچی‌اش آموخته است. اما پس از آنکه پدرش به‌اشتباه توسط شکارچی دیگری کشته شد، مادرش از او قول گرفت که هرگز اسلحه به دست نگیرد. پاول در طراحی پروژهٔ مسکونی به آیمز کمک می‌کند. پس از دو هفته، آیمز او را تا فرودگاه بین‌المللی توسان می‌برد و هنگام تحویل چمدان‌ها، هدیه‌ای را در چمدان پاول می‌گذارد.
پاول پس از بازگشت به منهتن درمی‌یابد که کارول به‌دلیل ضربه روحی و مرگ مادرش، دچار کرخت‌رفتاری (حالتی از بی‌حرکتی و بی‌تفاوتی شدید) شده و دیگر حرف نمی‌زند. او حتی با همسرش، جک، نیز رابطه‌ای ندارد. با اجازه پاول، جک او را به مرکز توان‌بخشی روانی می‌سپارد. در خانه، پاول هدیه آیمز را باز می‌کند: یک هفت‌تیر کلت کالیبر ۳۲ همراه با جعبه فشنگ و لوازم نظافت. او اسلحه را مسلح می‌کند، شب‌هنگام پیاده به خیابان می‌رود و هنگام زورگیری، مهاجم را با گلوله می‌کشد. پس از این اتفاق، شوکه شده به خانه می‌رود و بالا می‌آورد. در هفته‌های بعد، پاول شب‌ها در شهر پرسه می‌زند و با به‌دام انداختن یا مشاهدهٔ مجرمان، چندین زورگیر را می‌کشد. او معمولاً وانمود می‌کند که طعمه‌ای پول‌دار است تا آن‌ها را تحریک کند، یا وقتی می‌بیند فرد بی‌گناهی مورد حمله است، وارد عمل می‌شود. بازرس فرانک اوچوآ از پلیس نیویورک مأمور بررسی این قتل‌های انتقام‌جویانه می‌شود. پلیس مظنونان احتمالی را به کسانی محدود می‌کند که یکی از اعضای خانواده‌شان به‌تازگی در اثر زورگیری کشته شده یا سابقهٔ جنگی دارند.
پاول به ملاقات کارول در آسایشگاه می‌رود. او همچنان در افسردگی عمیق فرو رفته و نه به جک توجهی دارد و نه با کسی حرف می‌زند. او در اثر فشار عصبی به روان‌پزشکان حمله کرده و اکنون با کمربند و طناب به تخت بسته شده است.
اوچوآ به‌زودی به پاول مشکوک می‌شود و در آستانه بازداشت اوست، اما دادستان منطقه منهتن دخالت کرده و می‌گوید: «نمی‌خواهیم او بازداشت شود». دادستان و رئیس پلیس نیویورک نمی‌خواهند آمار واقعی کاهش جرایم خیابانی به‌خاطر اقدامات پاول علنی شود، چون می‌ترسند شهر به هرج‌ومرج ناشی از عدالت‌خواهی شخصی کشیده شود. اگر پاول دستگیر شود، به شهید تبدیل می‌شود و مردم از او تقلید خواهند کرد. اوچوآ ناگزیر عقب‌نشینی می‌کند و تصمیم می‌گیرد پاول را «بترساند تا فرار کند». شبی، پاول دو زورگیر دیگر را می‌کشد، اما توسط سومی از ناحیه پا زخمی می‌شود. او مهاجم را تا یک انبار تعقیب می‌کند و به او پیشنهاد «دوئل سریع» می‌دهد، اما بر اثر خون‌ریزی بی‌هوش می‌شود و مهاجم فرار می‌کند.
یک مأمور گشت اسلحهٔ پاول را پیدا می‌کند و به اوچوآ می‌دهد. اوچوآ دستور می‌دهد این موضوع مسکوت بماند. سپس به بیمارستانی می‌رود که پاول در آن بستری است و به او پیشنهاد می‌دهد در ازای تبعید همیشگی از نیویورک، اسلحه‌اش را از بین ببرد. پاول می‌پذیرد و شرکتش با انتقال او به شیکاگو موافقت می‌کند. اوچوآ به رسانه‌ها می‌گوید که پاول صرفاً یکی از قربانیان زورگیری بوده و «عدالت‌جوی ناشناس» هنوز در شهر فعال است. پاول با قطار به ایستگاه اتحادیه شیکاگو می‌رسد. در آنجا، نماینده‌ای از شرکت از او استقبال می‌کند. پاول شاهد آزار و اذیت زنی جوان توسط چند اراذل می‌شود. جلو می‌رود تا کمک کند. وقتی اراذل او را مسخره می‌کنند، پاول لبخند می‌زند و با انگشت، ژستی مانند شلیک اسلحه به سویشان می‌گیرد.

## بازیگران
- چارلز برانسون
- هوپ لانگ
- وینسنت گاردنیا
- ویلیام ردفیلد
- جف گلدبلوم
- جان هرتسفلد
- استوارت مارگولین
- المپیا دوکاکیس
- استیون الیوت

## بازسازی
در مارس ۲۰۱۶، پارامونت و ام جی ام اعلام کردند که آهارون کشالز و ناووت پاپوشادو یک بازسازی با بازی بروس ویلیس را کارگردانی خواهند کرد. در ماه می، کشالز و پاپوشادو پروژه را ترک کردند، زیرا استودیو اجازه بازنویسی فیلمنامه آنها را نداد. در ماه ژوئن، الی راث برای کارگردانی قرارداد امضا کرد. و در نهایت نسخه بازسازی این فیلم در ۲ مارس ۲۰۱۸ اکران شد.